# آبچلیک پازرد کوچک
آبچلیک پازرد کوچک (نام علمی: Tringa flavipes) نام یک گونه از سرده آبچلیک‌ها است.

## نگارخانه

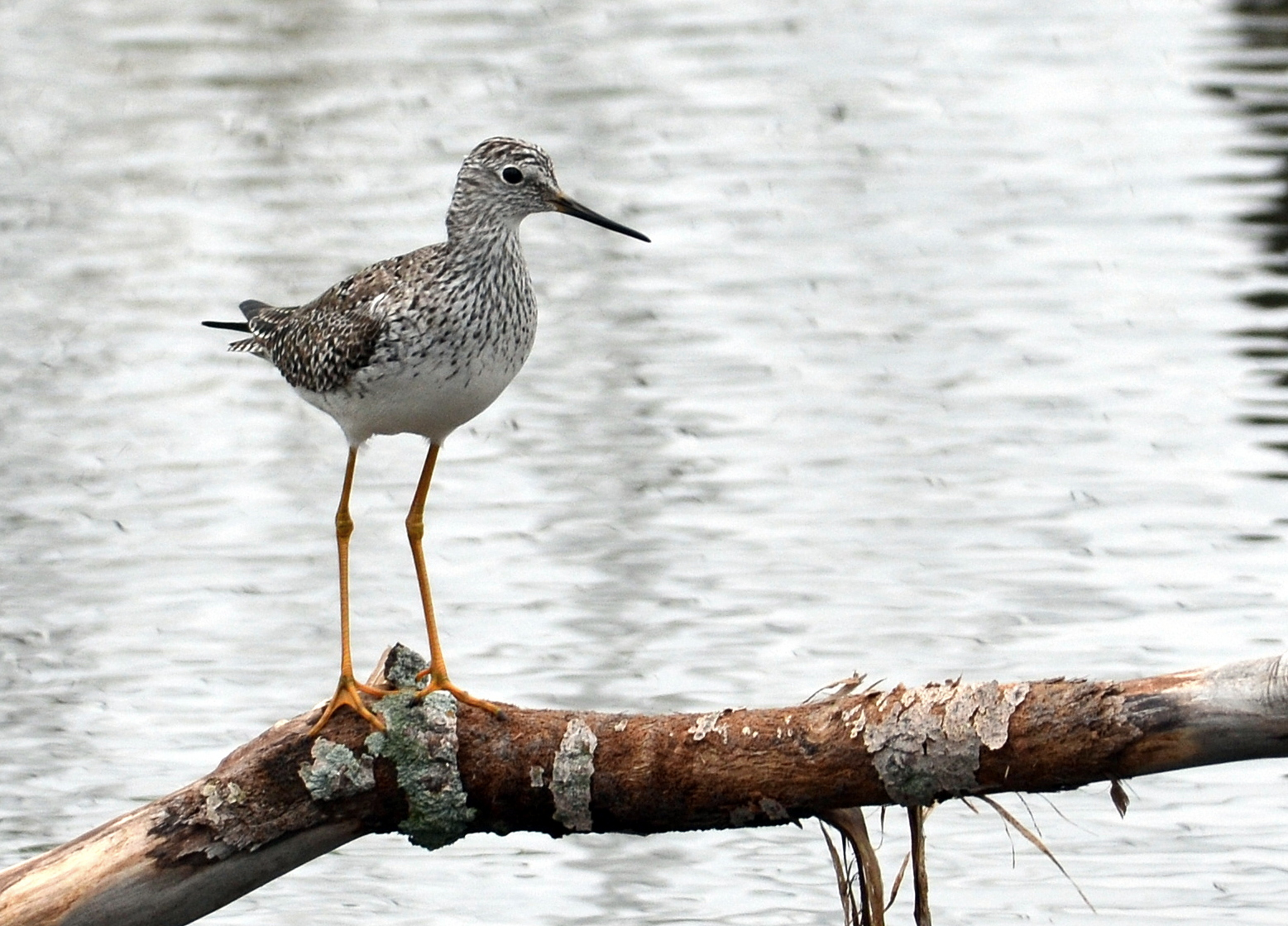
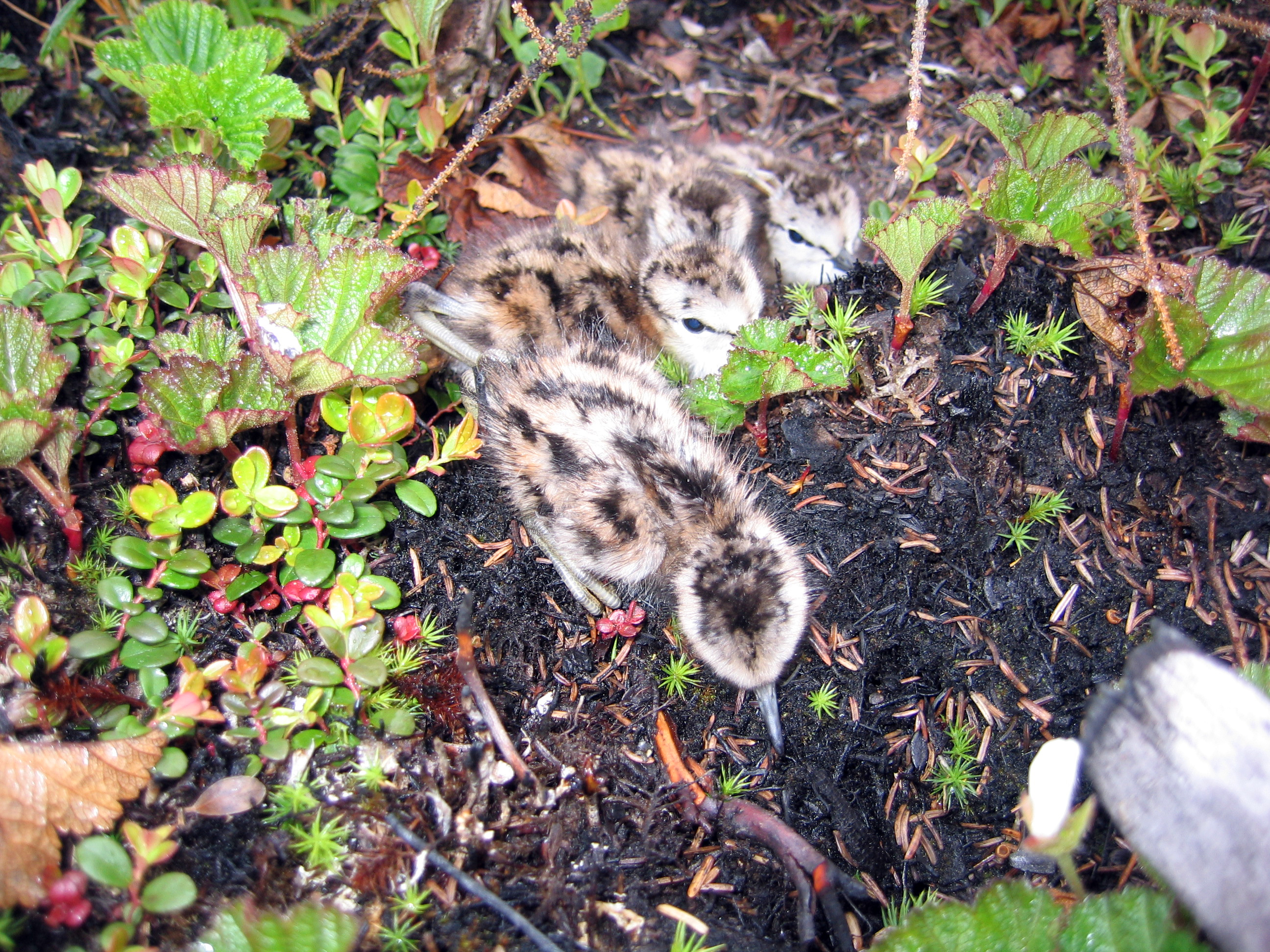